# Kabaret in Quartet
Kabaret in Quartet is een cabaretgroep bestaande uit Anouk Dorfmann, Koen Thomassen, Rie-Jetske Komen en Sanne Verboom. Ze ontstond in de wandelgangen van de Koningstheateracademie, waar alle vier de leden studeren. Ze worden geregisseerd door onder andere George Groot, tekstschrijver en oprichter van Don Quishocking.
Kabaret in Quartet maakt modern muzikaal cabaret en in hun voorstellingen flirten ze met de stijl en vorm van de cabaret ensembles uit de jaren 60 en 70. Ze werkten in het verleden met cabaretier Alex Klaasen en Anne van Rijn van cabaretduo Dames voor na Vieren, en kregen tekst- en regieadviezen van tekstschrijvers Jurrian van Dongen en Jan Boerstoel.
Ze spelen door heel Nederland als onderdeel van de Halve Finalisten Tour van het AKF en als onderdeel van de Lammerentour, georganiseerd door de Koningstheateracademie. 